# Guapira eggersiana
Espèce
Statut de conservation UICN

 LC  : Préoccupation mineure
Synonymes
- Guapira guianensis Aubl.
- Pisonia eggersiana Heimerl
- Pisonia glabra Heimerl
- Pisonia guianensis Klotzsch
- Pisonia nitida J.A. Schmidt
- Pisonia olfersiana Link, Klotzsch & Otto
- Pisonia pacurero Kunth[2]

Guapira eggersiana est une espèce de plantes à fleurs de la famille des Nyctaginaceae. C'est un arbuste néotropical.
Il est connu en Guyane sous les noms de mapou, piment-ramier (Créole), pakaou-meyho, pakaou-kenvi (Wayãpi), kasoroballi, kassoroballi (Arawak), wayamu sasamuru (Kali'na), et ailleurs hebineroo (anglais du Guyana), ou njamsi-oedo, njamsihoedoe, jamsi-oedoe, prasara-oedoe, prassa-oedoe, langbladig, savanne prasarahoedoe (Sranan tongo du Suriname).

## Description
Guapira eggersiana est un arbuste ou un arbre haut de 1,5 à 14 m, pour un tronc de 20 cm de diamètre. Les feuilles sont le plus souvent opposées, dotées d'un pétiole atteignant jusqu'à 2 cm de long. Le limbe mesure 4,5-15 x 2-4(-6,4) cm et est finement à fermement coriace, vert (devenant brun foncé au séchage), de forme elliptique ou elliptique-lancéolé, parfois oblancéolé, avec un apex obtus, aigu ou acuminé, et une base cunéiforme à arrondie, parfois un peu hirtelleuse à d'abord glabre à maturité, parfois luisant. Il compte 5 paires de nervures latérales peu saillantes. Les inflorescences sont axillaires ou terminales, dressées, corymbiformes ou subombellées, parfois corymbe-paniculées, glabres ou presque, parfois légèrement pubérulente. Le pédoncule est mince. Les branches ultimes sont larges de 0,2-0,5 mm, formant une ombelle à 3 fleurs. Les pédicelles sont minces de 3-6 x 0,5 mm. Les 3 bractéoles sont lancéolées, mesurent 0,5-1 mm, et sont souvent ferrugineux-puberulent. Les fleurs sont pubérulentes quand elles sont jeunes, devenant glabres ou glabrescentes à maturité. Le périanthe mâle est infundibuliforme ou infundibuliforme-campanulé, mesurant 3,5-4(-6,5) x 2(-3,3) mm (le point le plus large est proche de l'apex), portant 5 dents courtes, obtuses et ciliées. Les 7-8 étamines exsertes, comportent des filets blancs, mesurant de 3 mm à 9-5 mm pour les plus longs. Les anthères ellipsoïdes brunes, mesurent 0,5 mm. Le pistil rudimentaire mesure 3,5 mm de long, et le style est pubérulent. Le périanthe femelle est vert ou blanc, à marge rose, légèrement resserré au-dessus, étroitement ellipsoïde, subinfundibuliforme ou salverform, mesurant (2-)3-5 mm, légèrement ferrugineux-pubérulent quand il est jeune, comportant 5 dents ciliées, longues de 0,5 mm. Les pistil se compose d'un style capillaire long de 3 mm, distinctement exsert, et d'un stigmate fimbrié digitalement en 15-20 divisions. Le fruit charnu, rouge, ellipsoïde, mesure 7-10 x 3,8-5 mm, et porte une couronne à l'apex.

## Répartition
Guapira eggersiana est présent dans le nord-est de l'Amérique du Sud : de Trinidad et Tobago, à l'Amapá (Brésil) en passant par les Guyanes. Elle affectionne une diversité d'habitats : les sols rocheux ou sableux côtiers, les escarpements des montagnes intérieures, les forêts de Wapa (Eperua falcata), les savanes sur sable blanc et les forêts primaires et secondaires des Guyanes. Il s'agit de l'espèce de Guapira la plus commune des Guyanes.

## Taxonomie
Il semble que ce que les plantes que l'on désigne sous l'appellation Guapira eggersiana recouvrent un complexe d'espèces restant non résolu, et dont Guapira guianensis Aubl. serait une des composantes à clarifier.